# Тереза Кочиш
Тереза Кочиш (Светозар Милетић, 27. април 1934 — 31. мај 2025) била је једна од најистакнутијих српских и југословенских гимнастичарки средине 20. века, позната по наступима за репрезентацију Југославије на највећим светским и европским такмичењима.

## Биографија и спортска каријера
Гимнастиком је почела да се бави 1948. године, а већ као млада такмичарка освојила је прво место на турниру градова ФНРЈ у Новом Саду. Њена спортска каријера обухвата период највећег успона југословенске гимнастике након Другог светског рата.

## Олимпијски наступи и резултати
Тереза Кочиш је наступала на две Олимпијаде — у Хелсинкију 1952. и у Риму 1960. године као чланица репрезентације Југославије.

### Хелсинки 1952
- Индивидуални вишебој: 130. место
- Екипни вишебој: 11. место
- Екипно, ручни реквизити: 8. место
- Партер: 44. место
- Прескок: 130. место
- Разбој: 70. место
- Греда: 105. место[1][2]

### Рим 1960
- Индивидуални вишебој: 41. место (збир: 72.363)
- Партер: 61. место (прва рунда)
- Прескок: 57. место (прва рунда)
- Разбој: 31. место (прва рунда)
- Греда: 36. место (прва рунда)[1][3]

## Међународни успеси
На Светском првенству у Базелу 1950. године, Кочиш је освојила сребрну медаљу у партеру, што је био један од највећих успеха југословенске гимнастике тог времена. На Европском првенству у Паризу 1963. освојила је две сребрне медаље (греда и двовисински разбој) и једну бронзану (партер).

## Универзијада 1961
На Универзијади 1961. у Софији заузела је 16. место у вишебоју са резултатом 34.799 (греда 8.333, партер 9.100, разбој 8.133, прескок 9.233).

## Домаћа такмичења и утицај
Поред међународних успеха, Кочиш је доминирала и на домаћој сцени. На такмичењу између репрезентација Сомбора и Беча, одржаном у Сомбору, заузела је прво место у појединачној конкуренцији.

## Наслеђе и значај
Тереза Кочиш је својим резултатима инспирисала генерације младих гимнастичарки у Југославији и Србији. После завршетка такмичарске каријере, била је ангажована у раду са младим спортистима као тренерка и спортска педагогиња.